# Moviment dels Paraigües
El Moviment dels Paraigües (xinès: 雨傘 運動, pinyin: yǔsǎn yundong) és un moviment polític pro-democràcia que es va crear espontàniament durant les protestes a Hong Kong del 2014. El seu nom es deriva del reconeixement del paraigües com un símbol de desafiament i resistència contra el govern de Hong Kong i en objecció a la decisió del Comitè Permanent de l'Assemblea Nacional Popular (CPANP) del 31 d'agost.
El moviment es compon d'individus que es compten per desenes de milers de persones que van participar en les protestes que van començar el 28 de setembre de 2014, encara que Scholarism, la Federació d'estudiants de Hong Kong (FEHK), Occupy Central with Love and Peace (OCLP) són els grups que impulsen principalment les demandes de la rescissió de la decisió del CPANP.

## Membres de facto
El moviment està integrat per molts grups rebels, però no té lideratge ni organització formal en general, encara Scholarism, la HKFS, l'OCLP es troben entre els grups més prominents, les agendes difereixen i fins i tot poden oposar-se entre si.

## Principis filosòfics
L'OCLP, els creadors de la campanya, així com els grups d'estudiants - FEHK i Scholarism -. Van adoptar i es van adherir al principi de la desobediència civil no violenta i la voluntat d'assumir la responsabilitat legal conseqüent. La cortesia dels manifestants, l'ordre i l'"adhesió incondicional a la no-violència" van ser àmpliament comentades. Els manifestants han fet escrits per demanar disculpes per les molèsties causades i denunciar els incidents aïllats de vandalisme.
Les accions de desobediència civil han obert un debat dins i fora de Hong Kong sobre l'imperi de la llei.